# Lega degli assassini
La Lega degli assassini (League of Assassins) è un gruppo immaginario di personaggi dell'Universo narrativo della DC Comics, creato da Danny O'Neal e Neal Adams, protagonista di serie a fumetti pubblicate negli Stati Uniti d'America dalla DC Comics. Ha esordito nella serie Strange Adventures (Vol. 1) n. 215 del novembre 1968; è una organizzazione criminale di mercenari con origini molto antiche con l'obiettivo di fermare le guerre in Medio Oriente e nel resto del pianeta creando una leadership mondiale e fungere da catalizzatore per sradicare tutte le forme di governo che hanno toccato l'apice della decadenza. La setta, con a capo Ra's al Ghul, è una nemica giurata di Batman.

## Caratterizzazione dei personaggi
La Lega è un'organizzazione secolare (anche se non si conosce con precisione il periodo, ma è con tutta probabilità antecedente alla fondazione di Roma), guidata da Ra's al Ghul per essere la zanna che protegge la testa: i suoi membri hanno dimostrato un totale asservimento a Ra's Al Ghul e sarebbero felici di dare la vita per lui. La setta, negli anni, ha addestrato alcuni dei più grandi combattenti ed assassini dell'Universo DC come Lady Shiva, David Caine, Malcolm Merlyn e in alcune versioni lo stesso Batman. Qualora un suo adepto fallisse un incarico sarebbe lui stesso perseguito dalla Lega, fatto ripetutosi con l'arciere Merlyn che fallì il suo tentativo di assassinare Batman.
I membri della Lega subiscono un duro ed estenuante allenamento fisico, mentale e spirituale, mirato a trasformare uomini comuni in macchine assassine. Parte del loro addestramento include: arti marziali, arti ninja, pianificazione, tattiche, tecniche di assassinio, tecniche stealth, tecniche di evasione, sopravvivenza, guerriglia, uso delle armi, nonché nozioni provenienti da tutti i campi del sapere. Il fine ultimo dell'organizzazione è quello di raggiungere la perfezione genetica, che Ra's al Ghul tanto loda ed invidia in Batman.
I membri della Lega sono inoltre dediti a pratiche mistiche, come la Fossa di Lazzaro.

### Membri
- Ra's al Ghul (fondatore e leader)
- Talia al Ghul (leader)
- Ubu
- Deathstroke (freelancer)
- Malcolm Merlyn
- Alpha
- Prudence
- White Ghost II

### Ex membri
- Damien Darhk
- Lady Shiva
- Nyssa Raatko
- Kyle Abbot
- Bronze Tiger
- Bane
- Sensei
- Professor Ojo
- Ebeneezer Darrk
- David Cain
- Cassandra Cain
- The Hook
- Cane Pazzo
- Dusan al Ghul (White Ghost)
- Onyx
- Bruce Wayne
- Damian Wayne

## Altri media

### Cinema
- La Lega degli assassini appare sul grande schermo nel film Batman Begins di Christopher Nolan. Qui il nome viene traslitterato in Setta delle Ombre, ed è una setta ninja con gli stessi scopi ed obiettivi finali della versione cartacea. Inoltre è essa stessa la responsabile dell'addestramento di Bruce Wayne, che è inizialmente un suo membro, poi distaccatosi dalla stessa poiché non ne condivideva i metodi troppo violenti. Lo scopo finale della setta e del suo capo Ra's al Ghul è quello di spargere su Gotham City una droga creata dallo Spaventapasseri che provoca effetti allucinogeni permanenti. Bruce riesce però a fermare l'organizzazione ed eliminare il suo capo.
- La setta viene rifondata nel film Il cavaliere oscuro - Il ritorno da Talia al Ghul e Bane, che intendono nuovamente distruggere Gotham, stavolta con un'arma nucleare, ma il cavaliere oscuro riuscirà a fermare i loro piani anche stavolta.

### Film d'animazione
- Nel film animato Batman: Under the Red Hood la Lega degli Assassini ha una breve apparizione nel flashback sulla resurrezione di Jason.
- La Lega appare nel film animato Son of Batman.
- La Lega ricompare nel film Batman: Bad Blood.
- La Lega degli assassini di Ra's al Ghul ricompare anche nel film animato crossover Batman vs. Teenage Mutant Ninja Turtles, dove si alleano con il Clan del Piede di Shredder.

### Televisione
- La Lega degli assassini è presente nella serie TV Arrow in onda sul canale The CW. Viene solo menzionata nella prima stagione, dove Green Arrow (allora noto come l'Incappucciato) affronta Malcolm Merlyn, un suo membro di spicco, e si scopre che l'ubicazione della lega è a Nanda Parbat. La lega si rivela apertamente invece nella seconda stagione, intenzionata a riportare indietro Sara Lance, originariamente suo membro, che ha poi disertato. Questo porterà ad uno scontro fra l'Arrow-team ed i membri della Lega, in particolare con Nyssa al Ghul che ama Sara. Superato l'alterco uniranno le loro forze per affrontare l'orda di guerrieri geneticamente potenziati di Deathstroke. Nella terza stagione invece occuperà il ruolo di nemico principale. A causa dell'assassinio di Sara, avvenuto per mano di Thea Queen e Malcom Merlyn, Oliver Queen dovrà affrontare il capo dell'organizzazione, Ra's al Ghul, venendo facilmente sconfitto. Successivamente entrerà a far parte dell'organizzazione ed addestrato dallo stesso Ra's al Ghul che sconfiggerà in un secondo momento, prendendo il suo posto come capo dell'organizzazione, poi ceduto a Merlyn. Quest'ultimo entrerà in conflitto con Nyssa la quale ambisce ad avere il titolo di leader della lega, Oliver combetterà contro Merlyn facendo le veci di Nyssa e lo sconfiggerà, rendendo quindi Nyssa il leader della Lega degli assassini, decidendo però di scioglierla non volendo diventare anche lei una persona crudele come suo padre.
- In Gotham, la Lega degli assassini ha un ruolo principale. Nonostante appaia solo a partire dalla terza stagione, la Corte dei gufi che ricopriva il ruolo di antagonista principale di quella stagione e dietro le quinte della seconda parte della precedente si rivela essere solo una copertura per la Lega guidata da Ra's al Ghul. Nella terza stagione Bruce Wayne è rapito dall'organizzazione e allenato da un suo anziano membro, Sensei, che gli insegna l'arte del combattimento e gli fa il lavaggio del cervello. Tornato a Gotham Sensei ordina a Bruce di premere il pulsante per rilasciare il virus di Tetch (un virus contenuto nel sangue di Alice Tetch, sorella di Jervis Tetch, altro antagonista principale della stagione, che aumenta le capacità fisiche delle persone, ma ne fa fuoriuscire il lato oscuro) su Gotham. Sensei è però ucciso da Alfred Pennyworth. Nonostante ciò la tossina è rilasciata e Gotham cade nel chaos. Nel finale di stagione Bruce, ancora sotto gli influssi della Lega, incontra Ra's al Ghul in carne e ossa e uccide con una spada Alfred. Tornato in sé, riesce a resuscitare il maggiordomo grazie a una pozza di Lazzaro messa a disposizione proprio da Ra's al Ghul. Quest'ultimo, assieme alla Lega, torna inoltre nella quarta stagione dove Ra's al Ghul viene ucciso da Bruce, e in seguito alla sua dipartita Barbara Kean prende il suo posto come leader dato che Ra's al Ghul le aveva lasciato il suo potere come nuova guida della lega. Questo crea uno scisma stra i membri maschi della lega che non vedono di buon occhio il fatto che una donna faccia da guida alla lega, e le donne che giurano fedeltà a Barbara, tanto che gli uomini della lega resuscitano Ra's al Ghul con il sangue di Bruce, ma alla fine muore per la seconda volta quando Barbara lo uccide con il pugnale mistico impugnato da Bruce, e questo fa di Barbara la vera leader della lega a tutti gli effetti, specialmente quando lei fa uccidere tutti i membri maschi del gruppo, intenzionata a prendere il controllo di Gotham proprio con l'aiuto delle "sorelle" della lega.

#### Serie animate
- In Batman la setta appare prima sotto la guida del Conte Vertigo e poi, negli episodi successivi al suo debutto, di Ra's al Ghul. Nella serie la Lega è inoltre chiamata la Società delle Ombre.
- La Società delle Ombre appare anche in un episodio della serie animata Superman.
- In Batman of the Future la Lega è chiamata la Società degli Assassini e tra i suoi membri figurano Curarè e lo stesso Ra's, ora nel corpo della figlia Talia.
- La Lega degli Assassini (nota come la Lega delle Ombre), così come alcuni suoi membri come Ubu, appare nella serie animata Young Justice.
- In Batman: The Brave and the Bold la Lega appare in un episodio.
- In Beware the Batman la Lega ha un ruolo principale ed appaiono diversi membri di essa guidati da Ra's al Ghul.

### Videogiochi
- Nel videogame Batman: Arkham City appare una parte della Lega degli Assassini; in particolare un gruppo di sole donne guidato da Talia al Ghul. Queste assassine hanno tratti più simili a spie e basano tutto sull'elusività e sulla loro abilità con le spade. Nel gioco, inoltre, Ra's al Ghul è il cattivo principale assieme al Joker ed anche sua figlia è presente come interesse amoroso del Cavaliere Oscuro.
- In Batman: Arkham Origins è possibile affrontare alcuni membri della Lega guidati da Lady Shiva. Anche quest'ultima è inoltre un membro della Lega ed è stata mandata a Gotham per osservare Batman da vicino.
- Nel DLC Season of Infamy di Batman: Arkham Knight Batman dovrà scegliere se allearsi con la fazione della Lega di Nyssa Raatko (figlia ribelle di Ra's) o no e se uccidere o meno Ra's al Ghul.